# Chloraea magellanica
Espèce
Chloraea magellanica est une espèce de plantes à fleurs de la famille des Orchidaceae (les orchidées) originaire du sud du continent sud-américain.

## Description
Chloraea Magellanica s'élève à environ 35 centimètres de sol, une fois fleurie. Les fleurs sont blanches, des veines vertes , ainsi qu'une langue jaune au centre de la fleur, lui donnent un aspect éclatant. C'est ce qui lui a valu le nom d'Orchidée Porcelaine. Les fleurs d'une taille entre 5 et 8 cm n'ont pas de parfum décelable.

## Habitat et distribution
On la rencontre en Patagonie chilienne et argentine, mais aussi dans la région des lacs et des volcans du Chili. C'est dans la steppe que pousse par colonies cette orchidée terrestre. Elle a la particularité de préférer le froid et fuir la chaleur. Très rustique, elle est capable de résister à des températures allant jusqu'à - 15 degrés Celcius. 
La floraison a lieu au printemps pour s'arrêter au début de l'été.
Elle n'est pas en voie d'extinction.

## Publication originale
- Hooker J.D., 1846. Flora Antarctica 2: 350.